# 安都洛
安都洛（Andoolo）是印度尼西亚东南苏拉威西省的一个城镇，是南科纳韦县的县治所在，位于苏拉威西岛东南部。2010年统计，安都洛所在的安都洛区（Kecamatan Andoolo）共有16,316人。

## 资料来源
1. ↑  Biro Pusat Statistik, Jakarta, 2011.